# Fraktion der Partia Socialiste e Shqipërisë
Die Fraktion der Partia Socialiste e Shqipërisë ist eine Parlamentsfraktion des albanischen Parlaments. Sie wird von der Partia Socialiste e Shqipërisë getragen und vereint 74 Abgeordnete.
Die Fraktion vertritt in der 10. Legislaturperiode des Parlaments nach den Wahlen 2021 48,67 % Wähleranteil. Ihr gehören 74 Abgeordnete an. 
In der 9. Legislaturperiode nach den Wahlen 2017 (48,34 % Wähleranteil) waren es ebenfalls 74 Abgeordnete an. In der vorangegangenen Legislaturperiode waren es 65 Abgeordnete.
Die Fraktion wird von Taulant Balla präsidiert.